# Requin-corail
Triaenodon obesus
Genre
Espèce
Statut de conservation UICN

VU : Vulnérable
Répartition géographique
Le Requin-corail ou Requin à pointes blanches ou Requin à pointes blanches du lagon ou Requin à ailerons blancs (Triaenodon obesus) est une espèce de poissons de la famille des Carcharhinidae. C'est la seule espèce du genre Triaenodon.

## Confusion possible
Compte tenu de la multiplicité des noms vernaculaires ce requin ne doit pas être confondu avec le Requin à pointes blanches de récif (Carcharhinus albimarginatus) appelé également Requin à pointes blanches ou Requin à pointes blanches de récif ou avec le Requin longimane (Carcharhinus longimanus) appelé également Requin à ailerons blancs du large.

## Étymologie
Triaenodon : du grec "triainia" trident et "odous" dent.
Obesus : sens premier du latin "maigre".

## Description

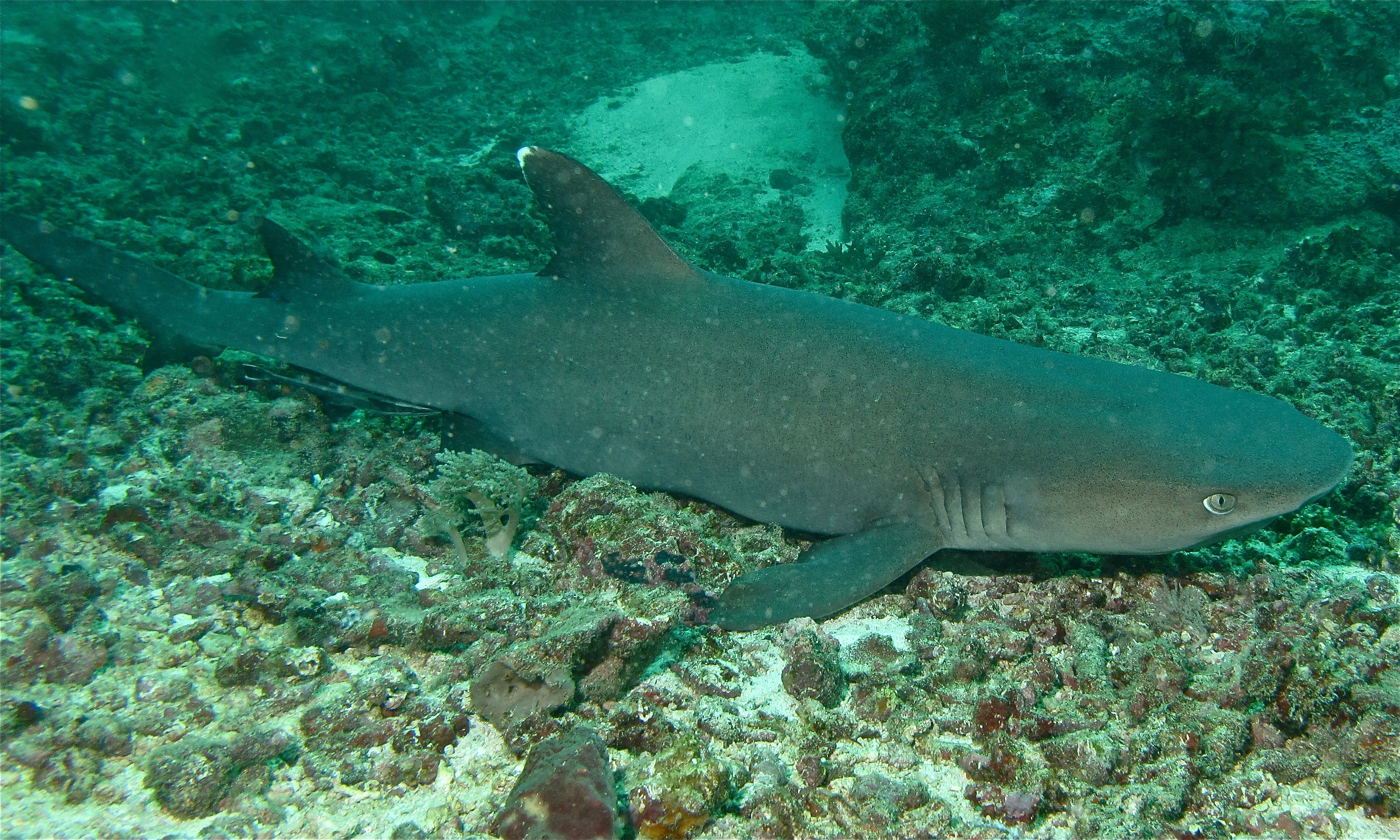
Requin-corail (Sabah, Malaisie).

La taille maximale des adultes atteint 213 cm pour un poids de 18 kg. Le dos est brun gris et le ventre est gris pâle ou argenté. Les extrémités des deux nageoires dorsales et de la caudale sont blanches, d'où l'un des noms vernaculaires, le Requin à pointes blanches du lagon. Ce requin a en moyenne 3 000 dents. Chacune d'entre elles se renouvellent généralement tous les trois jours. Il a une telle souplesse qu'il peut se faufiler à travers les branches acérées de certains coraux et ce sans aucune égratignure.
Sa silhouette est très allongée. Son museau est court et arrondi. Son œil est ovale et vert.
Il peut rester immobile sans s'asphyxier.

## Répartition
Cette espèce peuple la Mer Rouge (où c'est le plus commun des requins) et l'Indo-Pacifique (où c'est peut-être le plus commun des requins des récifs coralliens).

## Habitat
Cette espèce vit en général sur les versants externes des récifs à des profondeurs comprises entre la surface et une quarantaine de mètres. Parfois, dans la journée, elle fait la sieste sur le sable ou dans une grotte.

## Comportement
De nature casanier et timide, le Requin corail est inoffensif pour les plongeurs.

## Alimentation
Ce requin se nourrit surtout d'animaux de type benthos comme les poissons, les crustacés et les octopoda qu'il chasse généralement de nuit ou tôt le matin. Il chasse parfois les poissons en meute déchaînée.

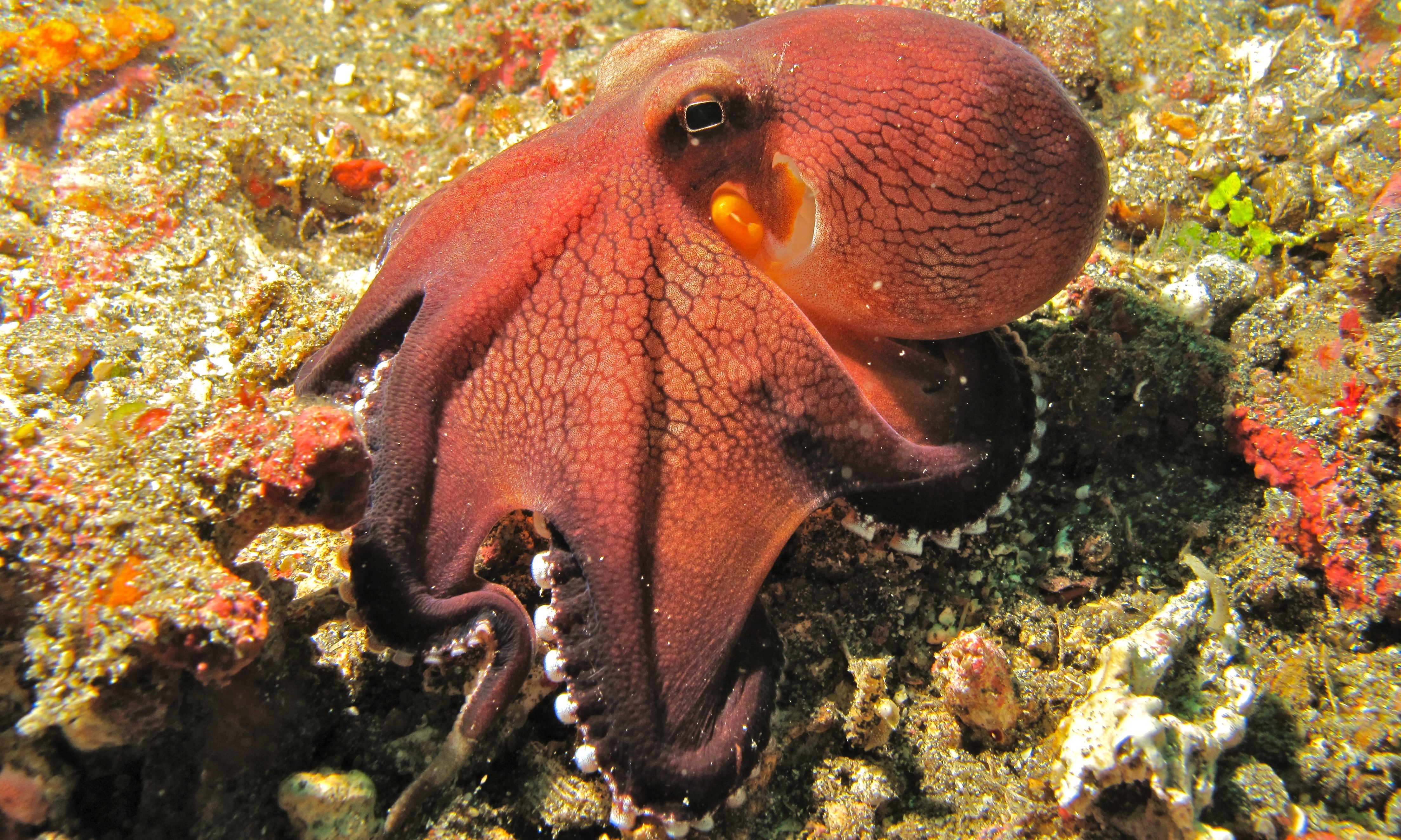
Le requin-corail se nourrit d'Octopoda. Ici Amphioctopus marginatus.

## Reproduction
Le Requin-corail a une durée de vie de 25 ans, il devient mature à l'âge de 5 ans. Le mâle mord la femelle pour la maintenir et introduit un organe copulateur dans son ouverture génitale. La femelle met bas une portée de un à cinq petits qui mesurent en moyenne 50 cm à la naissance. C'est un poisson vivipare. La durée de gestation n'est pas connue.

## Menace
Le requin à pointes blanches, comme un grand nombre d'espèce de requins des eaux côtières, est victime d'une surpêche qui entraîne le déclin de sa population. Souvent on ne les pêche que pour leurs nageoires, le reste de l'animal étant rejeté à la mer.